# Pyrrhosoma
Pyrrhosoma é um género de libelinha da família Coenagrionidae.
Este género contém as seguintes espécies:
- Pyrrhosoma elisabethae Schmidt, 1948
- Pyrrhosoma latiloba Yu, Yang & Bu, 2008
- Pyrrhosoma nymphula (Sulzer, 1776)
- Pyrrhosoma tinctipenne (McLachlan, 1894)